# Vlčice (Blovice)
Vlčice (německy Wildschitz) je vesnice, část města Blovice v okrese Plzeň-jih. Nachází se asi 2 km na jihovýchod od Blovic. Je zde evidováno 101 adres. Trvale zde žije 166 obyvatel.
Vlčice leží v katastrálním území Vlčice u Blovic o rozloze 5,82 km2. V katastrálním území Vlčice u Blovic leží i Stará Huť.

## Historie
První písemná zmínka o vsi Vlčice je z roku 1379. Do 31. prosince 1975 byla samostatnou obcí a od 1. ledna 1976 je vesnice součástí města Blovice.
Do 31. prosince 1975 k vesnici patřila Stará Huť.

## Infrastruktura
Na kraji obce se nachází výjezdové stanoviště zdravotnické záchranné služby a domov pro seniory, který byl postaven v roce 1987 jako okresní budova Civilní obrany.